# Clunaculum
Clunaculumul este o armă albă folosită în armata romană, fiind un pumnal (cuțit cu două lame) mai mic decât cel normal. Pumnalul normal are dimensiuni de până la 15 cm lungime și 2,5 cm lățime, iar cel mic (clunaculum) are 9–10 cm lungime și 1,5–2 cm lățime.
| Clunaculum                        | Clunaculum                                     |
| informație                        | informație                                     |
| --------------------------------- | ---------------------------------------------- |
| Tipul de armă:                    | pumnal                                         |
| Denumiri:                         | Clunaculum, clunaclum, clunabulum              |
| Utilizare:                        | armă                                           |
| Timp de creație:                  | Secolul V î.Hr. Chr.                           |
| Timpul de lucru:                  | Secolul IV î.Hr. Î.Hr. - secolul II î.Hr. Chr. |
| Regiunea de origine / inițiator:  | Imperiul Roman                                 |
| Distribuție:                      | Imperiul Roman                                 |
| Lungime totală:                   | 15-20 cm                                       |
| Lungimea lamei:                   | 10 centimetri                                  |
| Mâner:                            | Fier, lemn                                     |
| Liste cu privire la acest subiect |                                                |

Clunaculum , de asemenea , clunaclum sau clunabulum , a fost un roman pumnal .

## Etimologie [ Edit | Editați sursa ]
Numele Clunaculum este derivat din locul depozitării sale, deoarece era purtat pe centură peste fese ( latină clunis )  .

## Descriere [ editați | Editați sursa ]
Pumnalul atașat la centura de deasupra feselor nu a fost arătat deschis. Avea adesea o lamă curbată și avea o lungime de aproximativ 6 centimetri.

## Istorie [ editați | Editați sursa ]
Clunaculum a servit mai puțin ca armă decât ca cuțit de sacrificiu cu care romanii au ucis animale (în special tauri ) în scopuri religioase. 
Acest pumnal era purtat deseori de legionari romani care, în ciuda desfășurării lor pe front, făceau ofrande și celebrau festivaluri rituale în lagărul de marș . Adesea nu au sacrificat tauri, ci capre sau oi.

## A se vedea, de asemenea, [ editați | Editați sursa ]
- Pugio
- Parazonium

## Dovezi individuale [ editați | Editați sursa ]
1. ↑ Clunaculum . În: Karl Ernst Georges: Dicționar concis cuprinzător latino-german . Ediția a VIII-a. Volumul 1, Hanovra 1913, Col. 1214.
2. ^ Anne Viola Siebert: Instrumenta Sacra . De Gruyter, Berlin 1999, paginile 84-85.

## Literatură [ Edit | Editați sursa ]
- Anthony Rich: Dicționar ilustrat de antichități romane, cu considerare constantă a grecului. Conține două mii de gravuri pe lemn bazate pe monumente ale artei și industriei antice . Tradus din engleză de Carl Müller. Didot, Paris și Leipzig 1862, p. 167 ( online . Poza dreaptă: poziționarea clunaculului pe spate).
- Anne Viola Siebert : Instrumenta sacra. Investigații asupra instrumentelor de sacrificiu, cult și preot roman . De Gruyter, Berlin 1999, capitolul: Dispozitive de sacrificiu și cult.
- Clunaculum . În: Karl Ernst Georges: Dicționar concis cuprinzător latino-german . Ediția a VIII-a. Volumul 1, Hanovra 1913, Col. 1214.